# Petruro Irpino
Petruro Irpino là một đô thị (comune) thuộc tỉnh Avenllino trong vùng Campania của Ý. Petruro Irpino có diện tích 3,11 km2, dân số là 361 người (thời điểm ngày 1 tháng 6 năm 2009).